# Aplec per a la Independència Nacional
El Rassemblement pour l'Indépendance Nationale (RIN, en català: aplec per la independència nacional) va ser una organització política dedicada a la promoció de la independència nacional del Quebec del Canadà.

## Història
Va ser fundada el 10 de setembre de 1960 per unes 30 persones al principi de la Revolució Tranquila. Entre els fundadors hi havia molts dels antics membres de l'Alliance Laurentienne. (L'Alliance Laurentienne va ser dissolta després de la creació del RIN). Els membres fundadors incloïen André D'Allemagne, Jacques Bellemare i Marcel Chaput. Altres membres destacats van ser Andrée Ferretti, Hubert Aquin i Raymond Villeneuve. D'Allemagne, després d'haver participat a l'Alliance Laurentienne, va dir que havia trobat força desagradables les tendències de la dreta de l'Aliança. Aquest va ser un factor que va portar a la creació d'una organització oficialment neutral. Tanmateix, a mesura que el RIN va atreure molts nous membres joves, ràpidament es va associar amb idees d'esquerra més radicals.
L'octubre de 1960, la primera assemblea general de l'organització va publicar el seu manifest demanant la independència del Quebec. Pierre Bourgault, que s'hi havia incorporat poc després de la fundació, n'esdevenia el president el 1964. Seguint el desig dels membres expressat en una resolució de 1963, el RIN es va convertir en un partit polític. Bourgault i els seus discursos apassionats i ardents van contribuir en gran manera a la popularitat del RIN, i sovint es creu erròniament que va ser el fundador del moviment.
El 1963, Georges Schoeters, Raymond Villeneuve i Gabriel Hudon, exmembres de l'ala juvenil de RIN, van abandonar el partit per formar el revolucionari Front de Libération du Québec clandestí.
A les eleccions generals del Quebec de 1966, el RIN, juntament amb el Ralliement National (RN) van obtenir aproximadament el 8,8% del vot popular i cap escó. Bourgault va perdre el nord de Duplessis cavalcant per un marge molt petit, un gran èxit per a un tercer. Tot i que mai va reunir un gran nombre de vots a tot el Quebec, va tenir un paper important en el naixement del moviment " independentista " modern al Quebec i va ser molt actiu en les manifestacions públiques. Les protestes famoses del RIN inclouen una manifestació de 1964 que desaprovava la visita de la reina Isabel II al Quebec i una protesta de 1968 per la presència de Pierre Trudeau el dia de Sant Joan que es va convertir en disturbis. Els seus membres i partidaris també estaven presents a la multitud de Mont-real i els seus símbols visibles quan el president francès Charles de Gaulle va cridar el seu famós " Viu el Quebec Libre " (Visca el Quebec lliure).
L'octubre de 1967, el carismàtic membre del Partit Liberal del Quebec de l'Assemblea Nacional i exministre del gabinet René Lévesque va abandonar el Partit Liberal quan els seus membres van votar per no debatre la seva idea de dos estats independents però associats (Quebec i Canadà). Poc després es va fundar el Mouvement Souveraineté-Association amb Lévesque com a líder. El RIN va iniciar ràpidament converses sobre una possible fusió amb MSA. Bourgault i D'Allemagne creien fermament que les forces per a la independència del Quebec havien d'unir-se per desafiar els « vells partits » (Liberals i Union Nationale).
Bourgault i Lévesque van començar a enfrontar-se, ja que Lévesque havia arribat a desconfiar del RIN a causa del seu comportament percebudor. L'oposició addicional a la idea d'una fusió venia des del mateix RIN; alguns militants (com Andrée Ferretti) es van trencar el cor davant la perspectiva del "fi" del seu partit. Finalment, però, el desig d'una força independentista forta va portar el dia. El 1968, el MSA va arribar a un acord amb el Ralliement National per formar el Parti Québécois, excloent deliberadament el RIN com a entitat. El RIN estava dividit en la seva posició davant el PQ. El partit va acabar dissolt i alguns membres es van unir al partit de nova creació de Lévesque.

## Líders
- André D'Allemagne (1960-1961)
- Marcel Chaput (1961-1962)
- Guy Pouliot (1962-1964)
- Pierre Bourgault (1964-1968)

## Publicació
La festa tenia la seva pròpia publicació periòdica, publicada mensualment, després quinzenalment.
L'Independència. Organe oficial de la reunió per a la independència nacional , vol. 1, número 1 (setembre 1962) - vol. 6, número 20 (setembre de 1968)